# Cheval au Canada
Le cheval au Canada (anglais : horse) est importé pendant la colonisation européenne des Amériques, par les Français puis par les Anglais.

## Histoire

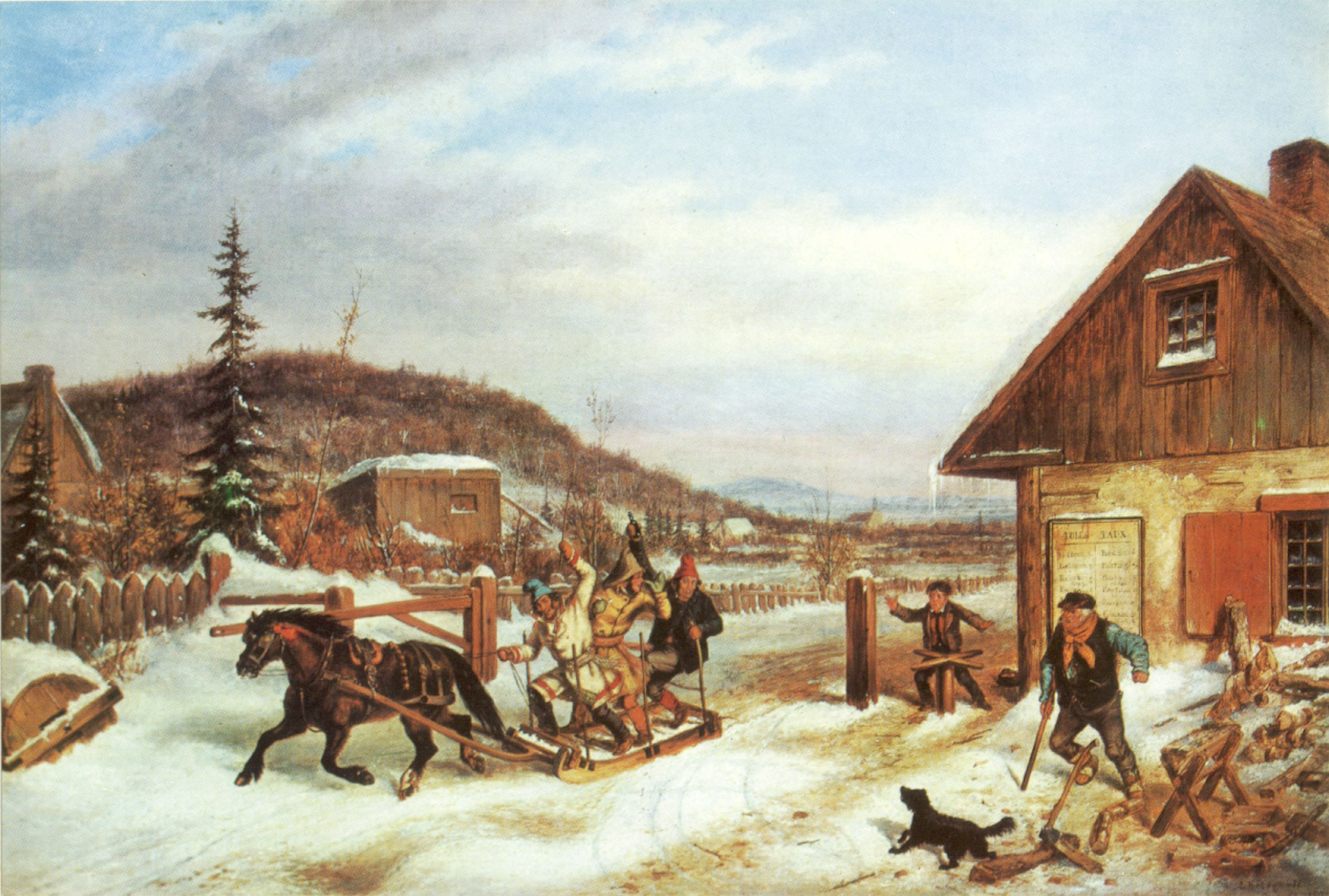
Cornelius Krieghoff a peint de nombreuses scènes montrant des chevaux canadiens.

Des fossiles de chevaux sauvages datant de la Préhistoire ont été retrouvées sur tout le continent américain, mais le cheval disparaît environ 10 000 ans av. J.C., peut-être sous la pression de la chasse des populations humaines. L'espèce est réintroduite par des explorateurs et des colons européens sous sa forme domestique, au XVe siècle.
Le Canada actuel est le dernier territoire d'Amérique du Nord dans lequel le cheval est importé depuis l'Europe. D'après le zoologiste Ángel Cabrera, le premier cheval à toucher le Canada continental est un étalon importé à Québec le 25 juin 1647. En 1663, le gouverneur de Trois-Rivières Pierre Boucher signale l'absence de chevaux sur son territoire, et la présence de nombreuses prairies pouvant produire du foin pour les nourrir : il demande l'envoi de chevaux depuis la France. 
Le roi Louis XIV prend connaissance de la demande de Pierre Boucher, et envoie vingt chevaux issus de ses propres Haras royaux, dont huit meurent durant le voyage. Les douze animaux survivants sont débarqués à Québec le 16 juillet 1665. Mère Marie de la Réincarnation, une religieuse, envoie peu après une lettre depuis Québec commentant l'arrivée d'étalons et de juments utiles au labour et au chariot. Leur race et leur région d'origine ne sont pas connues, mais différents auteurs spéculent sur les races d'origine : normands, Breton (selon Sydney), ou encore petit Percheron (selon Francoeur, une théorie que conteste Craig).
Des chevaux sont importés à Port-Royal (cheval acadien) et à Québec (cheval canadien), sans contacts entre les différents contingents durant longtemps. D'autres chevaux sont envoyés en Nouvelle-France entre 1667 et 1670. Ils proviendraient des haras du Roi, lequel met sur pieds un haras par province française, mais il n'y a aucune preuve écrite de cette provenance. La seule certitude est que tous ces chevaux envoyés par Louis XIV proviennent de France.
Les premiers chevaux sont attribués à des communautés religieuses (Ursulines...) et gentilshommes (monsieur de Saint-Ours, monsieur de Sorel...). Un contrat est alors établi entre le bénéficiaire et les fonctionnaires de l'intendant Jean Talon. Ce contrat exige que la personne prenne soin de l'animal, le fasse se reproduire et remette un poulain à l'administration sous les 3 ans. Les poulains sont à leur tour redistribués, selon les mêmes modalités et exigences,.
Ce système connaît un fort succès, et fait vite exploser la population de chevaux en Nouvelle-France
. Les chevaux importés entre 1667 et 1670 donnent naissance à environ 13 000 sujets en 1763.
La population chevaline se développe en vase clos pendant près de 100 ans. Le cheval est la fierté des habitants de cette époque de la Nouvelle-France. Il est si populaire que l'administration doit tenter d'en limiter le nombre. Pendant de nombreuses années, il y a environ un cheval pour cinq habitants. Ils servent à tous les travaux, que ce soit pour le labour ou pour se rendre à l'église du village le dimanche matin,. La messe du dimanche est souvent l'occasion d'improviser des courses pour savoir quel est le cheval le plus vaillant du village. Ce comportement amène les premières limites de vitesse dans les villes.
À partir de 1760, l'Angleterre prend le contrôle total sur la Nouvelle-France, induisant des croisements avec des races d'origine anglaise et écossaise.

## Pratiques
Le Canada connaît des pratiques d'équitation de loisir et d'équitation de travail, avec un développement de l'équitation western (cutting...), mais aussi du sport hippique. La relation affective avec le cheval a souvent une nette importance, ce dernier pouvant être considéré comme un animal de compagnie.

## Élevage
L'élevage de chevaux est fréquent au Canada, avec un cheptel de 963 500 têtes en 2010. Si la race nationale est le Canadien, le Canada compte aussi un grand nombre de chevaux de race Quarter Horse, et plus largement, de chevaux d'origine américaine.
Le registre du cheval de cutting canadien enregistre, comme son nom l'indique, des chevaux de toutes races destinés à la pratique du cutting.